# Never Seen the Rain
"Never Seen the Rain" é uma canção da cantora australiana Tones and I, lançada em 16 de julho de 2019 como o terceiro single do EP de estreia de Tones and I The Kids Are Coming. Após o lançamento, Tones and I disse que a canção "[É] sobre pessoas que vivem a mesma vida repetitiva com medo do fracasso. Então, eles nunca tentam".

## Recepção crítica
Al Newstead, da ABC, disse que "'Never Seen the Rain' retém sua aguçada sensibilidade pop, mas envolve esses vocais distintos em um refrão edificante".

## Vídeo musical
O videoclipe da música foi produzido pela Visible Studios, dirigido por Nick Kozakis e lançado em 24 de junho de 2019.